# Езиково развитие
Езиково развитие (или още развитието на езика на даден човек) е процес, започващ от ранните години на детето, когато то започва да използва езика като научава как се изговарят думите, как се говори и с повторение на думите (мимикрия). Развитието на езика при децата преминава през етапи от просто до сложно. В началото бебетата не могат да говорят, но към четвъртия месец вече могат да четат по устните и да мимикрират звуковете от речта на други хора.
В началото говоренето при децата започва с повтарянето на прости думи, без тези думи да се асоциират с конкретно значение от страна на съзнанието на децата, но като порастват децата, вече думите придобиват значение (определен смисъл), който се свързва с тях. С възрастта повече думи се запаметяват и повече значения биват асоциирани с отделните думи, и така нараства речниковият актив, с който човек борави. Счита се, че човек развива речта си през целия си живот, като това става най-вече чрез образование, самообучение и натрупване на личен опит (включително от слушане на речта на другите хора).